# Atalaia (Pinhel)
Atalaia ist ein Ort und eine ehemalige Gemeinde (Freguesia) im portugiesischen Kreis Pinhel. Die Gemeinde hatte 99 Einwohner (Stand 30. Juni 2011).
Am 29. September 2013 wurden die Gemeinden Atalaia und Safurdão zur neuen Gemeinde União das Freguesias de Atalaia e Safurdão zusammengeschlossen. Atalaia ist Sitz dieser neu gebildeten Gemeinde.